# Кенуа-сюр-Дёль
Кенуа́-сюр-Дёль (фр. Quesnoy-sur-Deûle) — коммуна во Франции, регион О-де-Франс, департамент Нор, округ Лилль, кантон Ламберсар. Расположена в 12 км к северу от Лилля, в 13 км от автомагистрали А25. Через территорию коммуны протекает канал Дёль.
Население (2017) — 6 758 человек.

## Достопримечательности
- Здание мэрии 1928 года в неофламандском стиле
- Церковь Святого Михаила XIX века, разрушенная во время Первой мировой войны и восстановленная в 1932 году
- Живописные берега канала Дёль

## Экономика
Структура занятости населения:
- сельское хозяйство — 4,4 %
- промышленность — 6,1 %
- строительство — 8,0 %
- торговля, транспорт и сфера услуг — 34,9 %
- государственные и муниципальные службы — 46,5 %

Уровень безработицы (2017) — 9,7 % (Франция в целом — 13,4 %, департамент Нор — 17,6 %). 

Среднегодовой доход на 1 человека, евро (2017) — 23 640 (Франция в целом — 21 110, департамент Нор — 19 490).

## Демография
Динамика численности населения, чел.

## Администрация
Пост мэра Кенуа-сюр-Дёль с 2014 года занимает Роз-Мари Халлинк (Rose-Marie Hallynck). На муниципальных выборах 2020 года возглавляемый ею левый список победил в 1-м туре, получив 53,42 % голосов.
| Период | Период | Фамилия          | Партия       | Примечания          |
| ------ | ------ | ---------------- | ------------ | ------------------- |
| 1971   | 1972   | Жери Крепель     |              |                     |
| 1972   | 1989   | Жак Грав         |              |                     |
| 1989   | 2014   | Роже Лефевр      | Разные левые | профессор           |
| 2014   |        | Роз-Мари Халлинк |              | социальный работник |

## Города-побратимы
- Свистталь, Германия

## Галерея

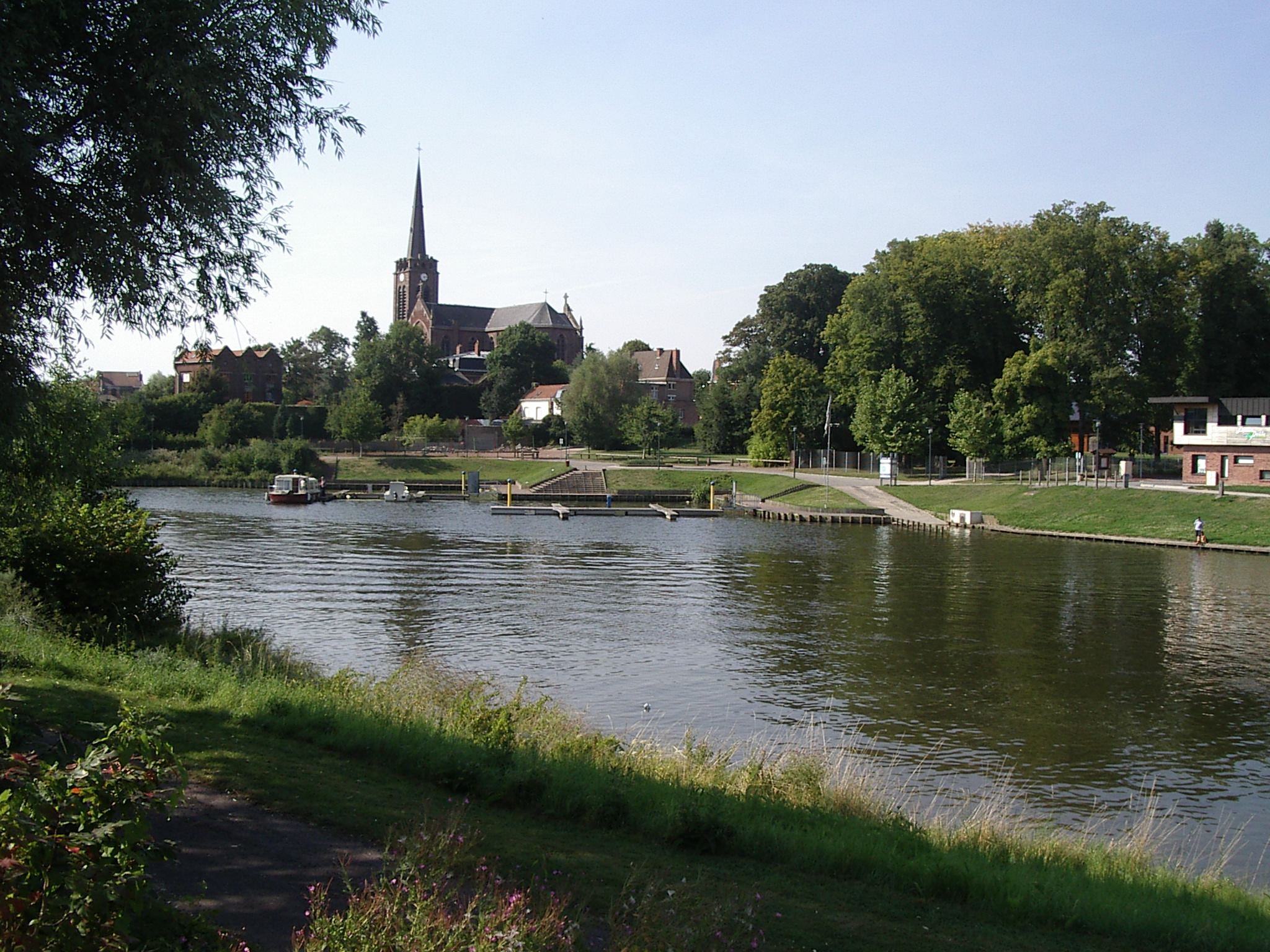
Яхтенный причал на Дёле
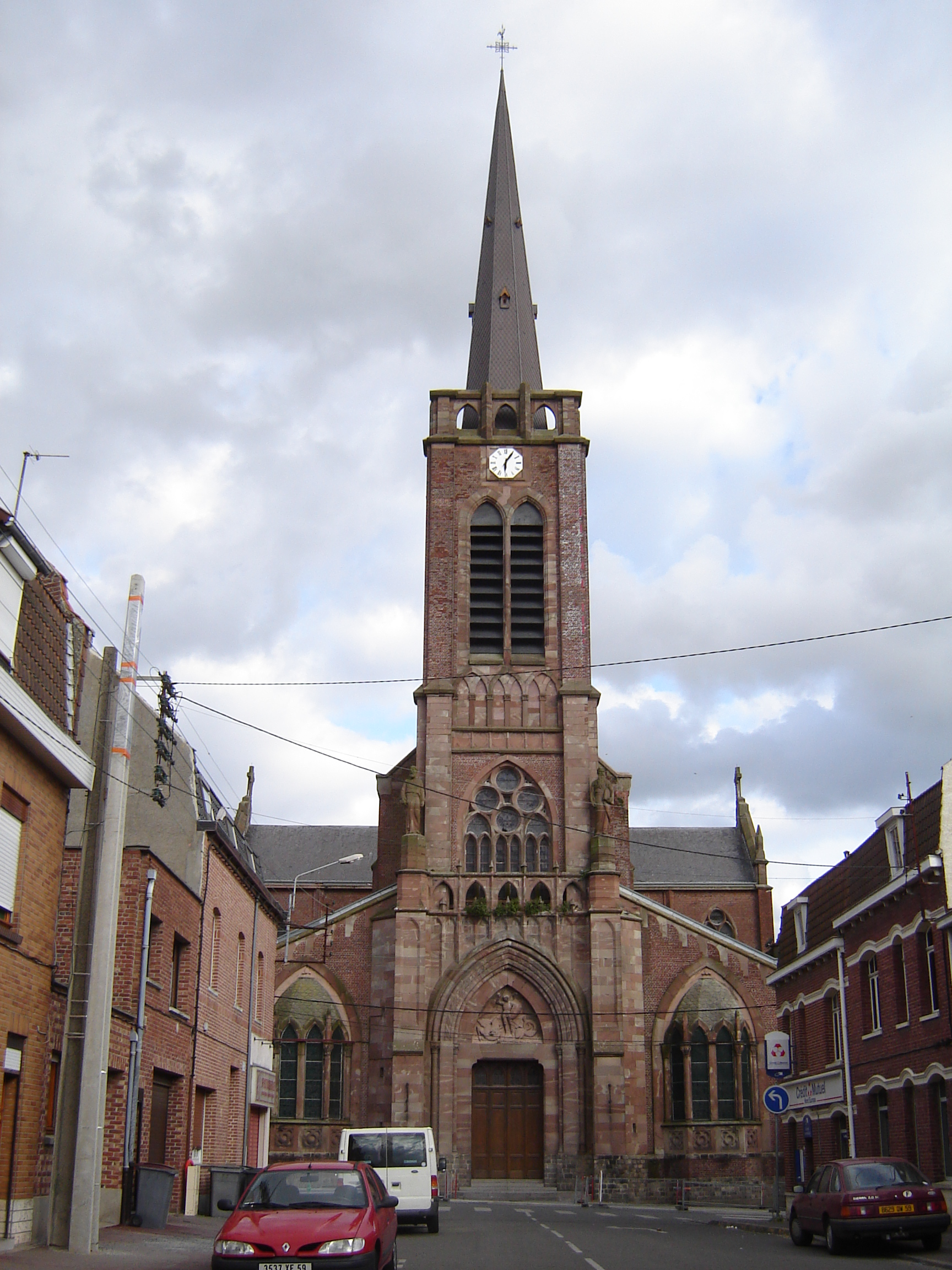
Церковь Святого Михаила

1. 1 2  база данных о французских коммунах — Национальный географический институт Франции, 2015.